# Moreton (West Oxfordshire)
Moreton – wieś w Anglii, w hrabstwie Oxfordshire. Leży 12 km na południowy zachód od Oksfordu i 92 km na zachód od Londynu.